# Hemitilapia oxyrhyncha
Hemitilapia oxyrhyncha là một loài cá vây tia trong họ Cichlidae. It is sometimes still called Giant Haplochromis after its old chi Haplochromis. But it does not actually belong to the closest relatives của H. obliquidens (loài điển hình) and is thus usually separated thuộc chi monotypic Hemitilapia.
This fish được tìm thấy ở Malawi, Mozambique, và Tanzania. Môi trường sống tự nhiên của chúng là hồ nước ngọt.